# Џан Фил Вилиџ (Флорида)
Џан Фил Вилиџ (енгл. Jan Phyl Village) насељено је место без административног статуса у америчкој савезној држави Флорида.

## Демографија
По попису из 2010. године број становника је 5.573, што је 60 (-1,1%) становника мање него 2000. године.
| Група             | 2000.         | 2010.         |
| Белци             | 4.044 (71,8%) | 3.490 (62,6%) |
| Афроамериканци    | 952 (16,9%)   | 1.029 (18,5%) |
| Азијати           | 110 (2,0%)    | 68 (1,2%)     |
| Хиспаноамериканци | 395 (7,0%)    | 901 (16,2%)   |
| Укупно            | 5.633         | 5.573         |